# سيرجيو كامبيل
سيرجيو كامبيل (بالإنجليزية: Sergio Campbell)‏ (12 يناير 1992 بأبرشية كلارندون في جامايكا - ) هو لاعب كرة قدم جامايكي في مركز الدفاع. شارك مع منتخب جامايكا لكرة القدم. أما مع النوادي، فقد لعب مع كولومبوس كرو وAustin Aztex ‏ وبيتسبورغ ريفرهوندز.

## روابط خارجية
- سيرجيو كامبيل على موقع الدوري الأمريكي (الإنجليزية)
- سيرجيو كامبيل على موقع قاعدة بيانات كرة القدم.إي يو (الإنجليزية)
- سيرجيو كامبيل على موقع ناشيونال فوتبول تيمز (الإنجليزية)
- سيرجيو كامبيل على موقع Soccerway.com (الإنجليزية)
- سيرجيو كامبيل على موقع عالم كرة القدم.نت (الإنجليزية)